# Гусман, Педро Перес де, 1-й граф Оливарес
Дон Педро Перес де Гусман и Суньига (1504 — 14 июля 1569) — испанский дворянин, военный и государственный деятель, 1-й граф Оливарес (1535—1569).

## Биография
Младший сын Хуана Алонсо Переса де Гусмана (1464—1507), 3-го герцога Медина-Сидония (1492—1507), и Элеонор Перес де Гусман и Суньига (ум. 1515), дочери Педро де Суньига и Манрике де Лара (1430—1484), 2-го графа Баньяреса и 1-го графа Аямонте. Основатель дома Оливарес, младшей ветви дома Медина-Сидония.
В 1507 году его отец получил во владение от короля Арагона Фердинанда Католика город Оливарес в провинции Севилья. Педро Перес де Гусман поступил на службу к Карлу V, королю Испании и императору Священной Римской империи. В качестве награду за службу в Италии, Германии и Тунисе он получил от Карла V дворянский титул графа Оливареса в Палермо 12 октября 1535 года.
Граф Оливарес пользовался папскими буллами, выпущенными папой Климентом VII в 1529 году и папой Павлом III в 1536 годах, для приобретения поместий в личную собственность. В 1532 году он купил Кастильеха-де-Алькантара (которую он переименовал в Кастильеха-де-Гусман), Хелике и Уэвар-дель-Альхарафе. В 1533 году Педро Перес де Гусман приобрел Кастильеха-де-ла-Куэста.
Ему наследовал сын Энрике де Гусман (1540—1607), 2-й граф Оливарес.